# Proton AG
Proton AG è un'azienda tecnologica svizzera che offre servizi online incentrati sulla privacy. È stata fondata nel 2014 da un gruppo di scienziati che si sono incontrati al CERN e hanno creato Proton Mail.
I prodotti forniti dall'azienda sono Proton Mail, Proton VPN, Proton Calendar, Proton Drive e Proton Pass. È anche la società madre di SimpleLogin e Standard Notes.

## Storia
Proton Mail è stato lanciata in versione beta pubblica il 16 maggio 2014 da un gruppo di scienziati che si sono incontrati al CERN. L'azienda è stata inizialmente finanziata attraverso un'iniziativa di crowdfunding comunitaria e inizialmente costituita come Proton Technologies AG nel luglio 2014. Successivamente il nome è stato abbreviato in Proton AG. Nel giugno 2017, l'azienda ha lanciato il suo secondo prodotto, Proton VPN.
L'8 aprile 2022, Proton ha acquisito la startup francese SimpleLogin, specializzata in alias di posta elettronica.
Il 14 aprile 2022, Proton Technologies AG ha abbreviato il suo nome in Proton AG come parte del suo rebranding unificante.
Il 10 maggio 2022 Proton AG è diventata partner del World Economic Forum.
Il 25 maggio 2022, Proton AG ha unificato i suoi prodotti in un unico abbonamento facoltativo chiamato Proton Unlimited al prezzo di 9,99 USD. Anche le interfacce utente e i loghi per i suoi servizi sono stati rinnovati per avere un design più coerente.
Il 12 aprile 2024, Proton ha acquisito l'app per prendere note Standard Notes.
Il fondatore di Proton ha annunciato pubblicamente il 17 giugno 2024 che Proton AG è ora posseduta per la maggior parte dalla Proton Foundation. Gli attuali membri del consiglio di amministrazione sono il Dr. Andy Yen, Antonio Gambardella, la prof.ssa Carissa Véliz, Sir Tim Berners-Lee e Dingchao Lu.

## Prodotti

### Proton Mail
Proton Mail è stata rilasciata in versione beta pubblica il 16 maggio 2014 come servizio di posta elettronica crittografato end-to-end dopo un anno di crowdfunding. Proton Mail 2.0 è stata rilasciata il 14 agosto 2015, con client front-end open source e una base di codice riscritta.

### Proton VPN
Dopo oltre un anno di crowdfunding, il 22 maggio 2017 Proton ha rilasciato Proton VPN, un fornitore di servizi VPN sicuro. Ha una politica di non conservazione dei log, ha sede in Svizzera e dispone di DNS e prevenzione delle perdite di indirizzi IP tramite WebRTC. È accessibile online tramite Tor, clearnet e le applicazioni mobili.
Il 21 gennaio 2020, Proton ha annunciato che Proton VPN diventerà open source, per consentire ad esperti di sicurezza indipendenti di analizzarlo, diventando il primo servizio VPN a farlo, annunciando contemporaneamente che era stato eseguito un audit di sicurezza indipendente.
Il 1º maggio 2020, Proton VPN ha segnalato di avere un totale di 809 server, situati in 50 paesi diversi, tutti di sua proprietà e gestiti autonomamente. II 6 luglio 2022, la società aveva un totale di 1786 server, situati in 63 paesi, con tutti i server, nuovi e preesistenti, autogestiti e di proprietà di Proton.

### Proton Calendar
Rilasciato per la versione beta pubblica il 30 dicembre 2019, Proton Calendar è un calendario online completamente crittografato. Dal 14 aprile 2021 è disponibile per tutti gli utenti Proton.

### Proton Drive
Rilasciato per la versione beta pubblica il 16 novembre 2020, Proton Drive è una soluzione di archiviazione cloud con crittografia end-to-end. Dal 22 settembre 2022 è disponibile per tutti gli utenti Proton.

### SimpleLogin

Logo di SimpleLogin

SimpleLogin è un servizio open source che consente agli utenti di utilizzare alias di posta elettronica per proteggere la propria privacy online e la propria casella di posta principale da attacchi di spam e phishing. Il servizio consente agli utenti di creare e utilizzare diversi alias di posta elettronica per ricevere e-mail in modo anonimo e inviare e-mail dai propri alias. SimpleLogin offre inoltre funzionalità di sicurezza aggiuntive, come la crittografia PGP e l'autenticazione a due fattori. Il servizio è completamente open source e può essere utilizzato su diverse piattaforme, tra cui il web, le applicazioni mobili e le estensioni del browser.
SimpleLogin è stata acquisita da Proton all'inizio del 2022. La funzionalità di SimpleLogin è integrata in Proton Mail, Proton Pass e, in modo discreto, nell'intero ecosistema, consentendo alla comunità Proton di nascondere i propri indirizzi e-mail con SimpleLogin. Proton ha dichiarato che SimpleLogin continuerà a funzionare come un servizio autonomo e il team di SimpleLogin continuerà ad aggiungere nuove funzionalità.

### Proton Pass
Rilasciato per la versione beta pubblica il 20 aprile 2023, Proton Pass è un software di gestione delle password basato su cloud con crittografia end-to-end. Dal 28 giugno 2023 è disponibile per tutti gli utenti Proton. Consente inoltre di generare alias e-mail tramite SimpleLogin, ma utilizza domini propri anziché quelli di SimpleLogin.

### Standard Notes
Standard Notes è un'applicazione per prendere appunti crittografata end-to-end, la cui acquisizione da parte di Proton è stata annunciata il 10 aprile 2024. L'applicazione e il servizio verranno integrati nell'offerta di Proton nei  mesi successivi.

### Proton Wallet
Proton Wallet è un portafoglio di criptovaluta open source con crittografia end-to-end per garantire che nessun altro abbia accesso alle chiavi di crittografia del portafoglio.

### Lumo di Proton
Lumo è un assistente di intelligenza artificiale generativa gestito da Proton. Lumo non conserva un registro (log) di tutte le conversazioni e le salva con una crittografia ad accesso zero. Dato che non conserva questi dati, essi non vengono venduti a terze parti e non vengono utilizzati per addestrare il modello. È stato reso disponibile il 23 luglio 2025 e vi si può accedere da web o con l'applicazione per Android e iOS. Il codice è open source.

### Proton Authentificator
Proton Authentificator è il servizio di Proton per la gestione di codici di autenticazione a due fattori. È un software gratuito, libero e open source, distribuito con licenza GPLv3. Può essere utilizzato offline su un dispositivo oppure su più dispositivi con sincronizzazione crittografata end-to-end. È stato annunciato il 31 luglio 2025 e sono disponibili applicazioni per Android, iOS, Windows, MacOS e Linux.

## Posizione e sicurezza
Sia Proton Mail che Proton VPN si trovano in Svizzera e vi si applicano le leggi sulla privacy svizzere.
Proton AG ottempera alle richieste delle forze dell’ordine per aiutare a identificare gli utenti di Proton se la richiesta è valida ai sensi della legge svizzera, come nel caso di un attivista per il clima ricercato dalle autorità francesi nel 2021. Mentre i dati relativi al prodotto sono solitamente crittografati end-to-end o non archiviati, alcune informazioni dell'account possono essere trasmesse alle autorità con un ordine del tribunale valido, come gli indirizzi IP dei clienti (se la registrazione è abilitata) o l'e-mail di recupero.

## Data center

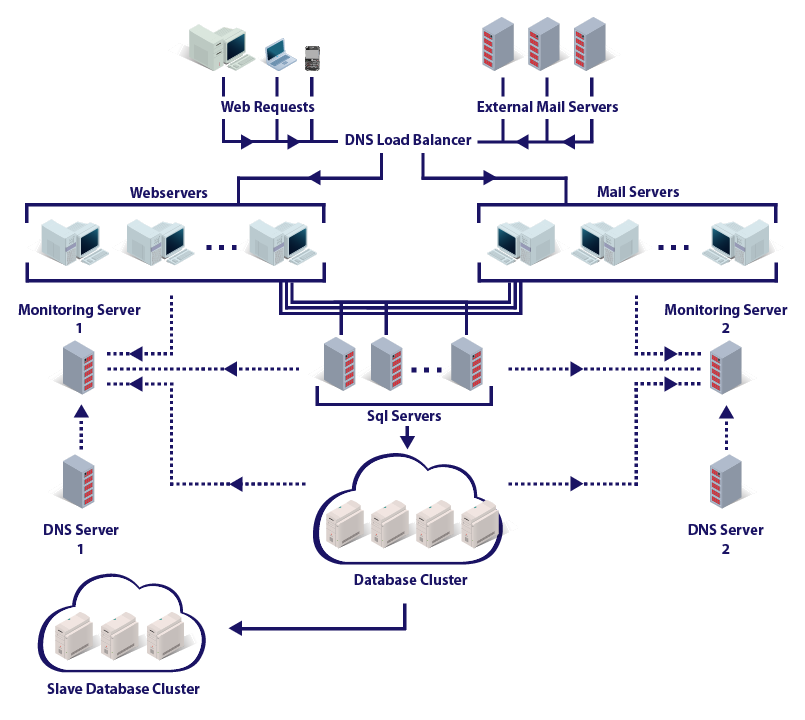
Architettura di un data center Proton Mail

Proton Mail possiede e gestisce autonomamente il proprio server hardware e la propria rete per evitare di rivolgersi a terze parti. Gestisce due centri dati, uno a Losanna e un altro ad Attinghausen (nell'ex bunker militare K7 sotto a 1 000 m (3 300 ft) di roccia granitica) come riserva.
Ogni data center utilizza il bilanciamento del carico tra server web, posta e SQL, alimentazione elettrica ridondante, dischi rigidi con crittografia completa del disco e l'uso esclusivo di Linux e altri software open source. Nel dicembre 2014, Proton Mail si è unita al RIPE NCC nel tentativo di avere un controllo più diretto sull'infrastruttura Internet circostante.

## Struttura
Proton AG è stata inizialmente finanziata tramite crowdfunding e ora si finanzia attraverso le sue sottoscrizioni a pagamento. La società è stata parzialmente finanziata da FONGIT. (la Fondation Genevoise pour l'Innovation Technologique) e la Commissione Europea.
Nel marzo 2021, Proton ha confermato che le azioni detenute da Charles Rivers Ventures erano state trasferite a FONGIT.
A partire da giugno 2024 la maggioranza relativa della Proton AG è di proprietà della Proton Foundation, che detiene anche il potere di veto nel consiglio di amministrazione (la quantità di quote non è specificata né disponibile). La sede centrale di Proton è a Plan-les-Ouates, in Svizzera.